# Ciudad del Maíz
Ciudad del Maíz è una municipalità dello stato di San Luis Potosí, nel Messico centrale, il cui capoluogo è la omonima località.
La popolazione della municipalità è di 31.323 abitanti (2010) e ha una estensione di 3.114,10 km².